# طرة خضر (شلاهي)
طرة خضر (بالفارسية: طره‌خضر) هي قرية تقع في إيران في قسم شلاهي الريفي. يقدر عدد سكانها بـ 571 نسمة .